# Lesion
Lesion [lɛˈɧuːn] är en medicinsk term för skada eller sjuklig förändring i funktion eller organstruktur. Den kan vara betingad av såväl yttre våld som sjukdom.
Ordet kommer ytterst av latinska laesio "skada", "såra".